# Crosbysaurus

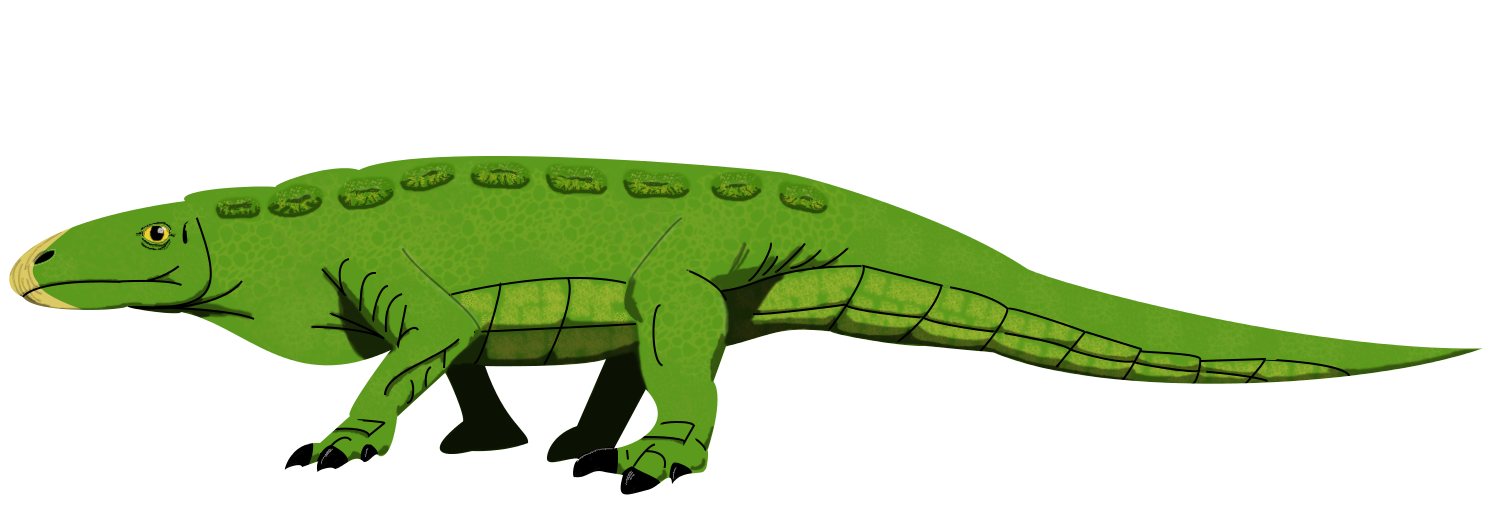
Restauración en vida extremadamente hipotética

Crosbysaurus es un género de reptil arcosauromorfo extinto que vivió durante el Triásico Superior en Arizona, Nuevo México, Carolina del Norte, Texas y Utah. Se conoce de las unidades rocosas de la Formación Chinle y del Grupo Dockum del suroeste de los Estados Unidos. La especie tipo es C. harrisae y el único material conocido incluye dientes. Se conocen 11 especímenes, cada uno con un solo diente.
Crosbysaurus fue identificado originalmente como un dinosaurio ornitisquio por Andrew Heckert cuando se describió por primera vez en 2004. Trabajos posteriores han demostrado que es probable que sea un arcosauromorfo basado en las características de sus dientes, y puede pertenecer a los arcosauriformes. El taxón probablemente sea válido ya que difiere de otros géneros de la misma región conocidos por dientes como Revueltosaurus, Tecovasaurus, Krzyzanowskisaurus, Lucianosaurus y Protecovasaurus.

## Descripción
Los dientes de Crosbysaurus tienen un contorno triangular con sierras en ambos bordes. Casi todos los especímenes tienen "dentículos compuestos"; sierras con sus propias subdivisiones. Las sierras en el borde posterior (posterior/distal) del diente siempre son más grandes que el borde anterior (anterior/mesial). Los dientes son pequeños, de aproximadamente 3-5 milímetros de alto. Debido a su contorno romo, se presume que Crosbysaurus era un herbívoro.